# Wojnowce (gmina Szudziałowo)
Wojnowce – wieś w Polsce, położona w województwie podlaskim, w powiecie sokólskim, w gminie Szudziałowo.
W latach 1975–1998 wieś należała administracyjnie do województwa białostockiego.
Wieś położona wśród pagórków u stóp najwyższego wzniesienia Wzgórz Sokólskich – Góry Wojnowskiej. W Wojnowcach oprócz kilku starych chałup zachowały się dwa wiatraki położone na dwóch przeciwległych krańcach wsi, obydwa pozbawione już skrzydeł.
Wierni kościoła rzymskokatolickiego należą do parafii Najświętszej Maryi Panny Pośredniczki Łask i św. Agaty w Minkowcach.